# Nupserha melanoscelis
Nupserha melanoscelis är en skalbaggsart som beskrevs av Aurivillius 1922. Nupserha melanoscelis ingår i släktet Nupserha och familjen långhorningar.
Artens utbredningsområde är Filippinerna. Inga underarter finns listade i Catalogue of Life.